# Gens Claudia

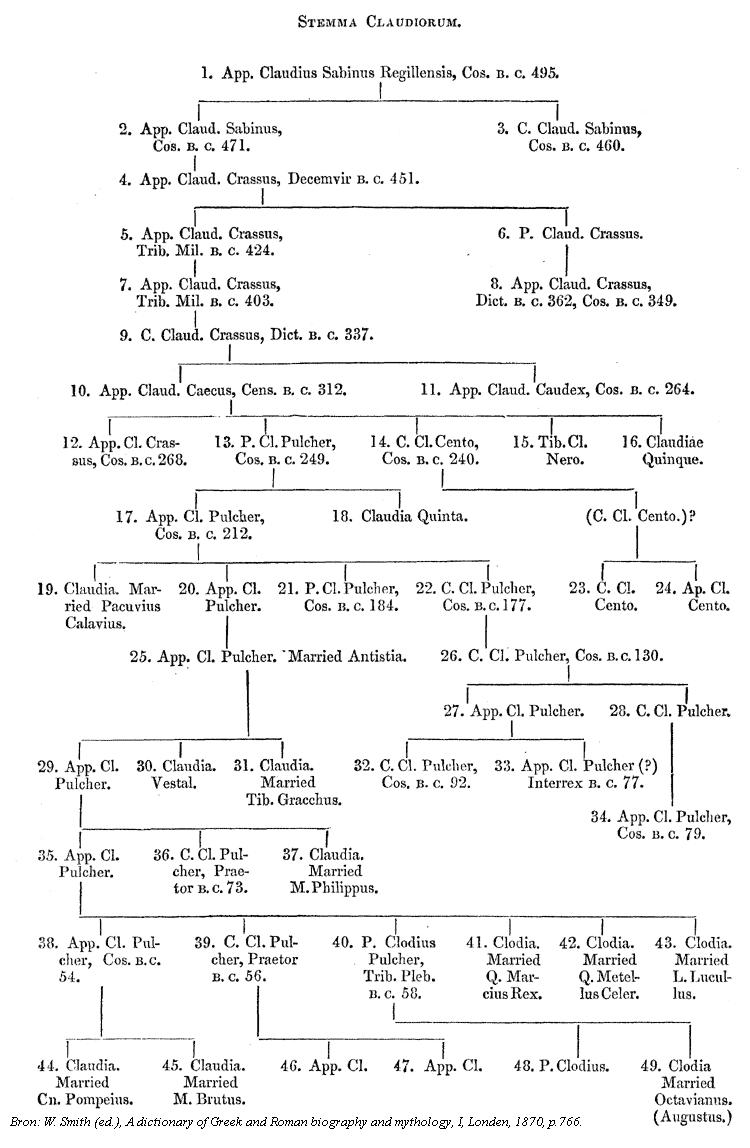
Genealogía de la gens Claudia

La gens Claudia fue un conjunto de familias de la Antigua Roma que compartían el nomen Claudio. La rama patricia remonta su origen al sabino Atta Clauso Regillense (Apio Claudio Sabino) que se estableció en Roma con sus familiares y clientes en los inicios de la República, poco después de la expulsión de los reyes etruscos. 
Junto con otras gentes, las ramas patricias de los Claudios formaban un grupo aristocrático dentro del patriciado llamado gentes maiores.
Los Claudios produjeron varias ramas ilustres, como los Claudios Pulcros, los Claudios Marcelos, los Claudios Centones o los Claudios Nerones, entre los que surgieron dictadores, cónsules, censores, pretores y emperadores.
Regilense fue uno de los agnomina usados por los Claudios.